# Eva Szepesi
Eva Szepesi (* 29. September 1932 in Budapest als Éva Diamant) ist eine Holocaust-Überlebende, die als Zeitzeugin in Vorträgen und Büchern über ihr Schicksal berichtet.

## Leben
Szepesi wuchs in Budapest auf, wo ihre Eltern ein Geschäft für Herrenmode betrieben. Ab dem 5. April 1944 musste ihre Familie den Judenstern tragen. Der Vater wurde zum Arbeitsdienst in den deutsch besetzten Teil der Sowjetunion geschickt. Im Alter von elf Jahren floh Eva Szepesi mit ihrer Tante durch einen Wald in die Slowakei; elf Stunden waren sie zu Fuß unterwegs. Ihre Mutter Valéria Diamant und ihr jüngerer Bruder Tamás sollten später nachkommen. Eva Szepesi stellte sich taubstumm, um nicht aufzufallen. Die Nationalsozialisten entdeckten jedoch das Versteck und brachten das Mädchen zunächst in ein Sammellager nach Sereď.
Mit dem letzten Transport wurde Szepesi von dort in einem Viehwaggon ins KZ Auschwitz-Birkenau gebracht, wo sie am 2. November 1944 ankam. Den Verlust einer blauen Strickjacke und ihrer Zöpfe empfand sie bei der Registrierung als besonders schmerzhaft. Eine slowakische Aufseherin gab ihr den Hinweis, sich als 16-Jährige auszugeben. Das bewahrte Szepesi vor der sofortigen Ermordung in der Gaskammer, weil alle jüngeren Häftlinge als nicht arbeitsfähig angesehen wurden. Sie erhielt die Häftlingsnummer A26877. Ende Januar 1945 wurde sie nicht auf den Todesmarsch mitgenommen, da sie bereits für tot gehalten wurde, nachdem sie mehr als eine Woche lang ohne Essen und Trinken in der Kälte zwischen Leichen ausgeharrt hatte. Bei der Befreiung des Konzentrationslagers Auschwitz am 27. Januar 1945 wurde sie von einem sowjetischen Soldaten gerettet. Damit gehört sie zu den nur rund 400 Personen, die als Kinder die Haft in Konzentrationslagern überlebten, den sogenannten „child survivors“.
Nach einer ersten Zeit im Lazarett kehrte Szepesi nach Budapest zurück, wo ihr Onkel sie in einem Kinderheim fand. Sie lebte bei Onkel und Tante, holte den Schulabschluss nach und absolvierte eine Ausbildung zur Schneiderin. 1951 heiratete sie Andor Szepesi. Da ihr Mann, ein gelernter Kürschner, eine Stelle in der ungarischen Handelsvertretung bekam, zog das Paar 1954 nach Frankfurt am Main. Andor Szepesi starb 1993.
Eva Szepesi sprach fünfzig Jahre lang nicht über ihre Erlebnisse in Auschwitz. Anlässlich der Veröffentlichung von Steven Spielbergs Spielfilm Schindlers Liste wurde sie 1995 zu einem Interview mit der Shoah Foundation eingeladen. Ihre Töchter Judith und Anita überredeten sie, zur Gedenkveranstaltung zum 50. Jahrestag der Befreiung nach Auschwitz zu reisen. Dort sprach sie vor Jugendlichen aus der jüdischen Gemeinde erstmals über ihre Zeit im Konzentrationslager.
Das erste Gespräch in Auschwitz inspirierte Szepesi dazu, sich ab sofort als Zeitzeugin zu engagieren. Sie besuchte einen Sprachkurs, um ihre Deutschkenntnisse zu verbessern. Dabei wurde eine Lehrerin auf ihre Kennzeichnung mit der Häftlingsnummer aufmerksam. Seitdem spricht Szepesi an Schulen und anderen öffentlichen Einrichtungen über ihre Lebensgeschichte. Außerdem begleitet sie Schulklassen beim Besuch von Gedenkstätten. 2011 veröffentlichte sie ihre Autobiografie Ein Mädchen allein auf der Flucht.
Anhand einer Namensliste erhielt sie 2016 bei einem weiteren Besuch in Auschwitz außerdem die Gewissheit, dass ihre Mutter und ihr Bruder damals bereits vor ihrer eigenen Ankunft ermordet worden waren. Bei einem Auschwitz-Kongress des Frankfurter Schauspielhauses lernte sie die Autorin und Moderatorin Bärbel Schäfer kennen. Die beiden Frauen trafen sich mehrmals und sprachen über Szepesis Leben. Daraus entstand das 2017 veröffentlichte Buch Meine Nachmittage mit Eva – Über Leben nach Auschwitz.
Im April 2017 erhielt Szepesi die Ehrenplakette der Stadt Frankfurt am Main. Im November desselben Jahres wurde sie für ihren Einsatz als Zeitzeugin mit dem Bundesverdienstkreuz am Bande ausgezeichnet; die hessische Ministerin Lucia Puttrich überreichte ihr die Auszeichnung.
Sie sprach als Ehrengast anlässlich des Holocaust-Gedenktages am 31. Januar 2024 im Deutschen Bundestag über ihre Leidensgeschichte und die ihrer Familie.

## Werke
- Eva Szepesi, Babette Quinkert: Ein Mädchen allein auf der Flucht : Ungarn – Slowakei – Polen (1944–1945) (= Bibliothek der Erinnerung. Band 22). 7. Auflage. Metropol, Berlin 2025, ISBN 978-3-86331-005-9.

## Dokumentation
- Zeugin der Zeit: Eva Szepesi. Die Angst weicht nie. Buch und Regie: Michaela Wilhelm-Fischer, BR, 44 Minuten, 2024